# Jonathan Muia Ndiku
Jonathan Muia Ndiku (* 18. September 1991) ist ein kenianischer Hindernisläufer.
Bei den Juniorenweltmeisterschaften siegte er 2008 in Bydgoszcz und 2010 in Moncton.
2014 triumphierte er bei den Commonwealth Games in Glasgow und gewann Silber bei den Leichtathletik-Afrikameisterschaften in Marrakesch.

## Persönliche Bestzeiten
- 1500 m: 3:39,27 min, 26. September 2010, Niigata
- 3000 m: 7:39,63 min, 17. Juni 2014, Ostrava
- 5000 m: 13:11,99 min, 26. September 2009, Okayama
- 10.000 m: 27:37,72 min,	24. Oktober 2009, Yokohama
- 3000 m Hindernis: 8:07,75 min, 22. Juli 2011, Monaco